# Batman Returns (jeu vidéo, 1992, GameTek)
 (octobre 2019).
Si vous disposez d'ouvrages ou d'articles de référence ou si vous connaissez des sites web de qualité traitant du thème abordé ici, merci de compléter l'article en donnant les références utiles à sa vérifiabilité et en les liant à la section « Notes et références ».
Pour les articles homonymes, voir Batman Returns (homonymie).
Batman Returns est un jeu vidéo tiré du film Batman Returns (Batman, le défi) sur ordinateur en 1992. Une version complètement différente est développée sur Amiga par Dentons en 1993.